# Coppa dei Balcani 1992-1993
La Coppa dei Balcani per club 1992-1993 è stata la ventisettesima edizione della Coppa dei Balcani, la competizione per squadre di club della penisola balcanica e Turchia.
È stata vinta dai greci dell'Edessaïkos, al loro primo titolo.

## Squadre partecipanti
Il detentore della Coppa Balcani (Sarıyer) non partecipa.
| Squadra             | Stagione 1991-92                                                         |
| ------------------- | ------------------------------------------------------------------------ |
| Teuta               | 3º in Albania                                                            |
| FK Etăr             | 5º in Bulgaria                                                           |
| Beroe               | 7º in Bulgaria                                                           |
| Edessaïkos          | 3º in Beta Ethniki 1991-1992 (Serie B Grecia)                            |
| Dacia Unirea Brăila | 6º in Romania                                                            |
| Karşıyaka           | 1º nel gruppo B della Türkiye 2. Futbol Ligi 1991-1992 (Serie B Turchia) |

## Primo turno
| Squadra 1           | Totale | Squadra 2 | Andata     | Ritorno    |
| ------------------- | ------ | --------- | ---------- | ---------- |
|                     |        |           | 15.09.1992 | 29.09.1992 |
| Beroe               | 1–2    | Teuta     | 0–1        | 1–1 (dts)  |
| Karşıyaka           | 5–6    | FK Etăr   | 4–1        | 1–5        |
| Edessaïkos          | —      | —         | —          | —          |
| Dacia Unirea Brăila | —      | —         | —          | —          |

## Semifinali
| Squadra 1 | Totale        | Squadra 2           | Andata     | Ritorno    |
| --------- | ------------- | ------------------- | ---------- | ---------- |
|           |               |                     | 20.10.1992 | 03.11.1992 |
| Teuta     | 2–2 (3-5 dtr) | Edessaïkos          | 2–0        | 0–2 (dts)  |
| FK Etăr   | 2–1           | Dacia Unirea Brăila | 2–1        | 0–0        |

## Finale
| Squadra 1 | Totale | Squadra 2  | Andata     | Ritorno    |
| --------- | ------ | ---------- | ---------- | ---------- |
|           |        |            | 06.04.1993 | 20.04.1993 |
| FK Etăr   | 2–3    | Edessaïkos | 1–0        | 1–3        |

| Veliko Tărnovo 6 aprile 1993 Andata         | FK Etăr   | 1 – 0 referto | Edessaïkos | Stadion Ivaylo |
| \| \| \| \| \| Dimov 88’ \| Marcatori \| \| |           |               |            |                |
|                                             |           |               |            |                |
| Dimov 88’                                   | Marcatori |               |            |                |

| Edessa 20 aprile 1993 Ritorno                                                            | Edessaïkos | 3 – 1 referto | FK Etăr | Stadio Comunale |
| \| \| \| \| \| Stafilidis 18’ Tsoleridis 65’ (rig.), 87’ \| Marcatori \| 17’ Stoyanov \| |            |               |         |                 |
|                                                                                          |            |               |         |                 |
| Stafilidis 18’ Tsoleridis 65’ (rig.), 87’                                                | Marcatori  | 17’ Stoyanov  |         |                 |